# PGC 2023002
LEDA/PGC 2023002 ist eine Galaxie im Sternbild Großer Bär am Nordsternhimmel, die schätzungsweise 420 Millionen Lichtjahre von der Milchstraße entfernt ist. Im selben Himmelsareal befinden sich u. a. die Galaxien NGC 3871, NGC 3880, NGC 3881, IC 2959.